# Jean de Liège
Jean de Liège známý také jako Hennequin de Liège (1330?, Lutych – 1381, Paříž) byl vlámský sochař aktivní ve Francii a Anglii. Není totožný s francouzsko-vlámským sochařem téhož jména, který pracoval v Dijonu.

## Život

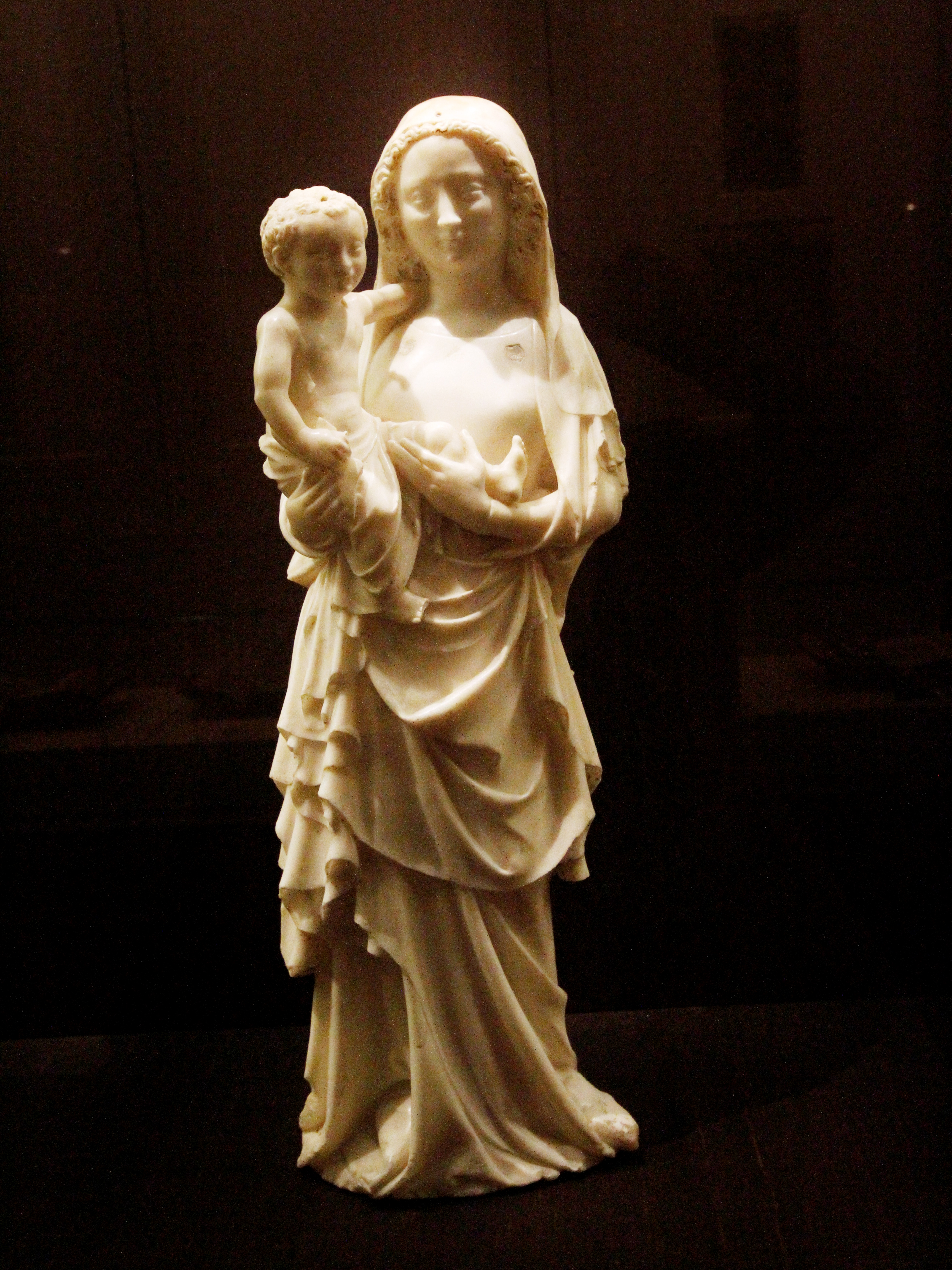
Madona s dítětem (mramor), připisováno Jeanu de Liège, Paříž, 1364

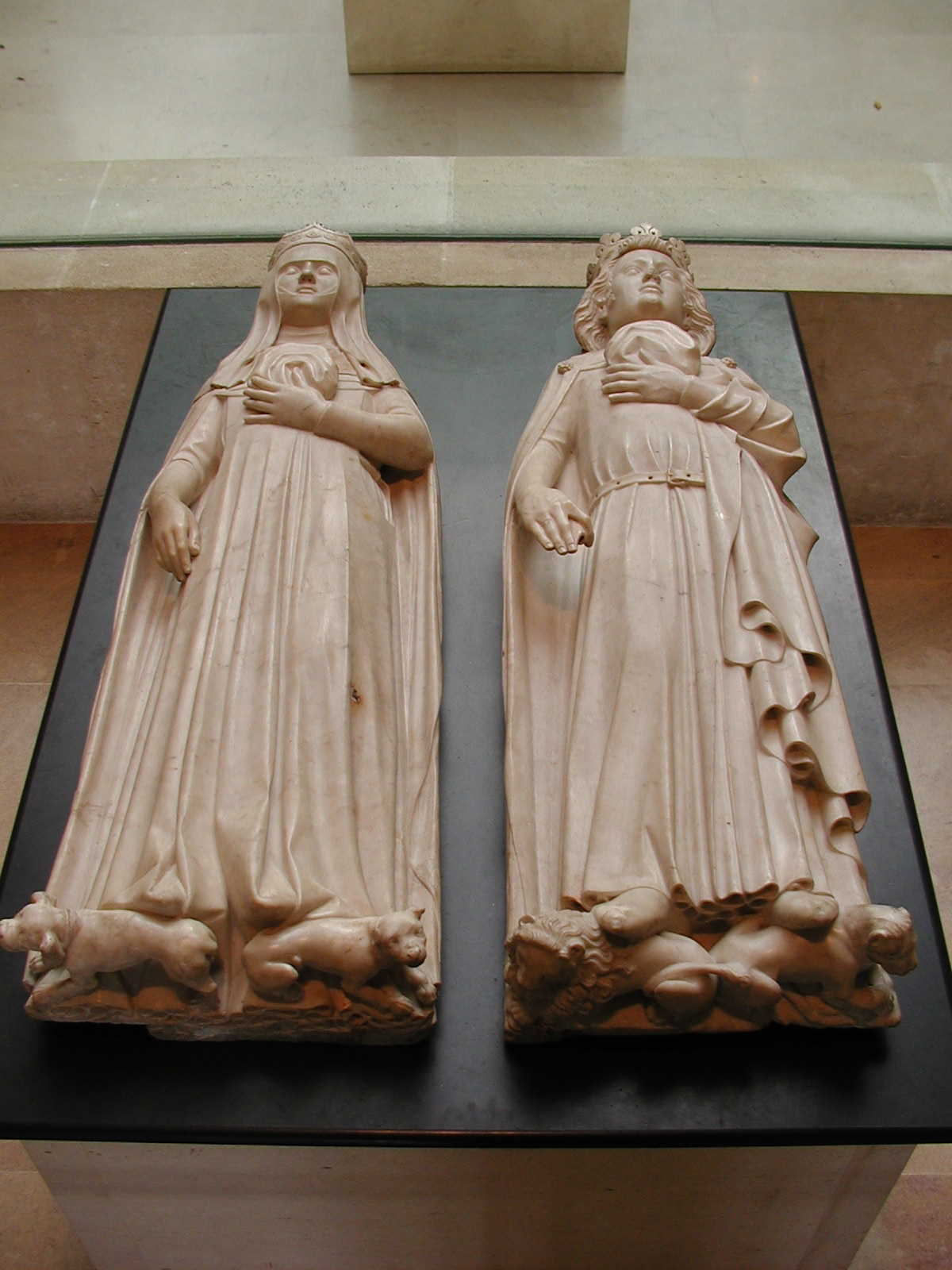
Jana z Évreux a Karel IV., Louvre

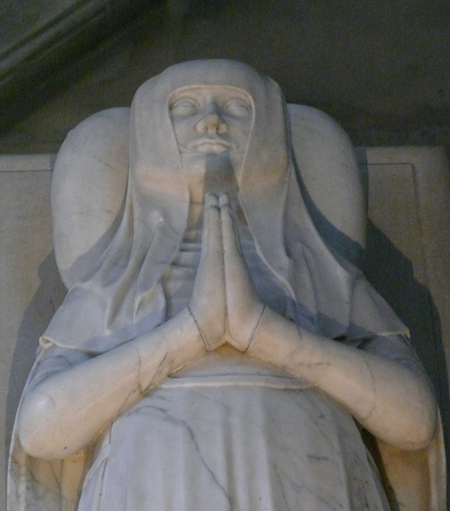
Náhrobek Blanky Francouzské

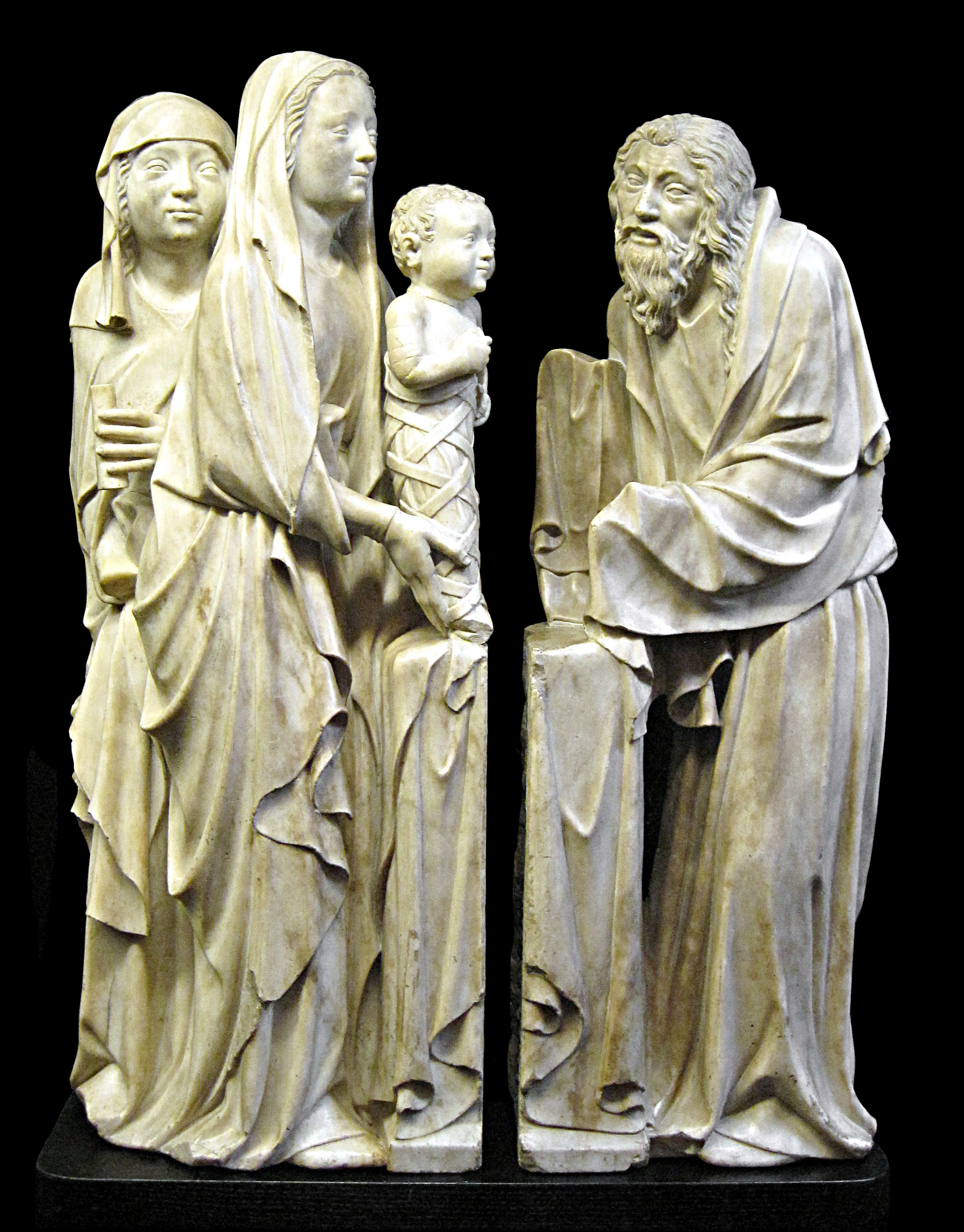
Představení Ježíše v chrámě

Jean de Liège byl ve svém rodišti autorem komorní plastiky a náhrobků. V Paříži pracoval od roku 1361, kdy dostal zakázku na náhrobek Johany Bretaňské pro dominikánskou kapli v Orléansu. Jeho prestiž rychle rostla a už roku 1364 ho francouzský král Karel V. pověřil, aby zhotovil sochu krále a královny pro hlavní schodiště jeho hradu Louvru. Po jeho smrti vytvořil náhrobek pro srdce téhož krále Karla V. v katedrále v Rouenu. 
Byl hlavním - dvorním - sochařem francouzského krále Karla V., pro kterého jeho dílna pracovala do roku 1381. Kolem roku 1366 pobýval také v Londýně, kde ve Westminsterském opatství vytvořil náhrobek Filipy Henegavské, manželky krále Eduarda III.
Kolem roku 1370–1372 na žádost královny Jany z Évreux vytesal figury pro náhrobek v opatství Maubuisson blízko Pontoise, kam byla uložena srdce krále Karla IV. a Jany z Évreux.

## Dílo
Z díla Jeana de Liége se zachoval poměrně velký soubor mramorových soch a ležících postav z náhrobků (tzv. gisants). Vyznačují se vynikajícím zpracováním jejich drapérie s řasením do množství záhybů, individuální fyziognomií tváří a jemnými detaily rukou a očí.

### Známá díla
- 1364 hlava z náhrobku Bony, dcery Karla V., od r. 1898 v muzeu Mayer van den Berg v Antverpách
- 1365 portrét krále Karla V. a Johany Bourbonské, Louvre
- 1366 náhrobek královny Filipy Henegavské, Westminsterské opatství, Londýn
- 1368 náhrobek pro srdce francouzského krále Karla V., katedrála v Rouenu
- 1372 náhrobek pro srdce krále Karla IV. a královny Jany z Évreux, opatství Maubuisson, nyní Louvre
- Zvěstování, Gésine Notre-Dame
- Náhrobek Blanky Francouzské, Bazilika Saint-Denis
- Náhrobek Marie vévodkyně orleánské, Blančiny sestry, v  bazilice Saint-Denis, (zničen během Francouzské revoluce, busta Marie v Metropolitním muzeu v New Yorku)[2]
- ležící figura Johany Bourbonské
- ležící figura Markéty III. Flanderské
- ležící figura neznámé princezny
- Představení Ježíše v chrámu, Musée national du Moyen Âge, Paříž
- Svatý Jan Křtitel, Musée national du Moyen Âge, Paříž